# Bonnemain
Bonnemain (bretonisch: Bonmaen; Gallo: Bonemein) ist eine französische Gemeinde im Département Ille-et-Vilaine in der Region Bretagne. Die Gemeinde hat 1.533 Einwohner (Stand: 1. Januar 2022) und gehört zum Arrondissement Saint-Malo und zum Kanton Combourg. Die Einwohner werden Bonnemainésiens genannt.

## Geographie
Bonnemain liegt etwa 30 Kilometer südsüdöstlich von Saint-Malo. Umgeben wird Bonnemain von den Nachbargemeinden Baguer-Morvan im Norden, Epiniac im Osten und Nordosten, Trémeheuc im Südosten, Lourmais im Süden und Südosten, Combourg und Meillac im Süden, Mesnil-Roc’h im Süden und Südwesten, sowie Le Tronchet im Westen und Nordwesten.
Der Ort hat einen Bahnhof an der Bahnstrecke Rennes–Saint-Malo.

## Bevölkerungsentwicklung
| Jahr                       | 1962 | 1968 | 1975 | 1982 | 1990 | 1999 | 2006 | 2017 |
| Einwohner                  | 1286 | 1251 | 1094 | 1149 | 1177 | 1138 | 1185 | 1566 |
| Quellen: Cassini und INSEE |      |      |      |      |      |      |      |      |

## Sehenswürdigkeiten
- Kirche Saint-Martin-et-Saint-Samson

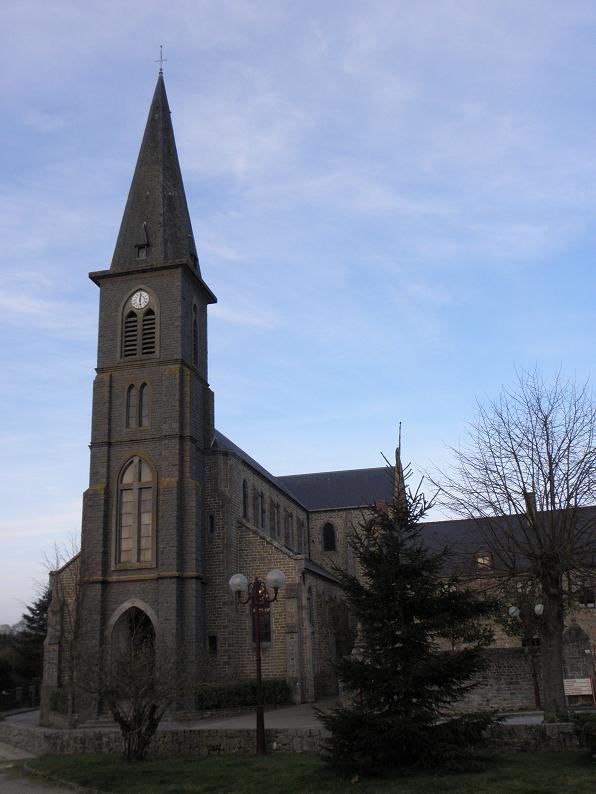
Kirche Saint-Martin-et-Saint-Samson

- Altes Pfarrhaus von 1723